# ÖBB 1063
ÖBB Seria 1063 este o serie de locomotive construite între anii 1982-1991 pentru Căile Ferate de Stat ale Austriei, de către Simmering-Graz-Pauker, Brown, Boveri & Cie și Uzinele Electrice ELIN Linz.

## Istoric
Pe la mijlocul aniilor 1970, ÖBB căuta o locomotivă electrică de manevre modernă, cu tehnologie avansată care să fie și capabilă să tracteze trenuri de marfă. Motivul principal care a dus la crearea acestei locomotive a fost criza petrolului din 1973 care a afectat profund folosirea locomotivelor diesel în Europa. Un alt motiv a fost faptul că ÖBB folosea locomotive electrice de manevră care erau relativ vechi, printre care ÖBB 1062 din 1955 și ÖBB 1067 din 1961-1965, iar al treilea motiv a fost creșterea traficului de marfă pe rețeaua feroviară Austriacă în 1975, unde s-a decis că vitezele de 80-100 km/h erau suficiente pentru trenurile de marfă introduse pe rețea, dar exista o lipsă de locomotive electrice de marfă (la vremea aceea, singurele locomotive care puteau tracta marfare grele datau din anii 1960, iar Seria ÖBB 1044 nu a fost introdusă decât in 1976, iar când a fost introdusa a fost concentrată pe trenurile expres care tranzitau Austria la aceea vreme) care sa facă fața cu creșterea traficului. Așa că în anul 1979, ÖBB a testat intens locomotiva Ruhrlok AG-Henschel E1200 cu numărul 006, care era folosită la tractarea trenurilor de cărbune de pe valea Rhin-Ruhr. Această locomotivă a fost "mama" seriei 1063, care a fost fabricată începând cu 1982, primele 5 bucăți fiind livrate în acel an. Au mai urmat 2 serii de locomotive, livrate cu diverse diferențe tehnice (001-006, 006-037 și 038-050). Partea mecanică a fost construită la atelierele Simmering-Graz-Pauker, iar partea electrică a fost furnizată de către Brown Boveri, Cie, Siemens și ELIN din Linz.
Locomotivele sunt utilizate astăzi de către Rail Cargo Austria, tractând trenuri de marfă pe diverse rute din Austria. În anul 2015, câteva locomotive au fost trimise în Croația pentru a fi folosite de către filiala RCA (Rail Cargo Austria) acolo. Exista discuții pe această tema pentru a trimite câteva locomotive și în România, pentru a fi folosite de către Rail Cargo Romania, dar nu s-au materializat planurile până acum. 
Începând cu 2018, flota locomotivelor din Seria 1063 va fi reabilitată și retehnologizată pentru a circula fără a fi alimentate direct de la rețeaua electrică pe catenară. Locomotiva nr 1063 039 a primit unități "Supercab Hybrid" iar locomotiva nr 1063 038 a primit o unitate combinată de celule de electrolize și combustibil. Ambele sisteme au adus succes acestor experimente pentru modernizare iar flota așteaptă sa fie reparată.

## Date tehnice

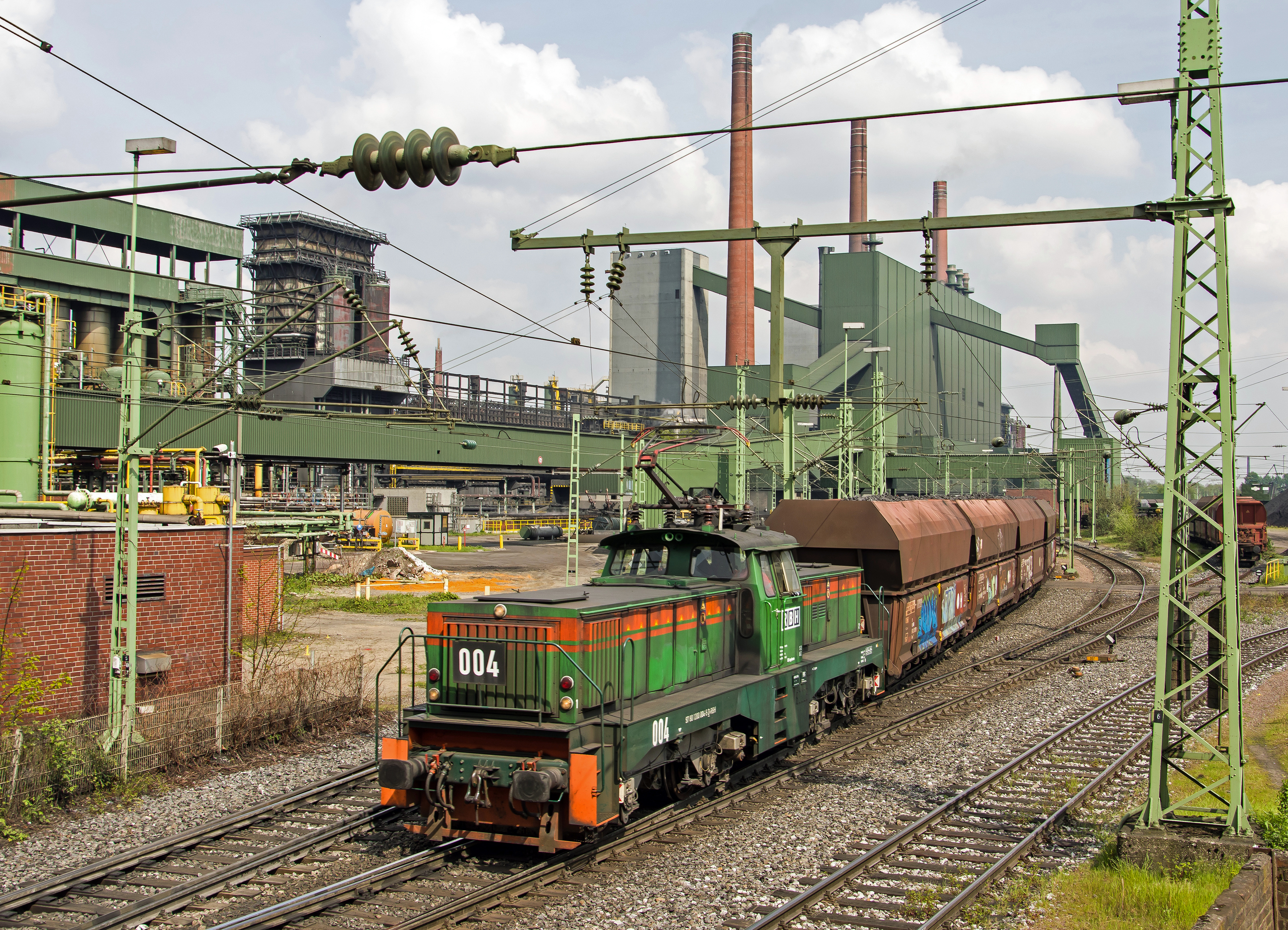
Locomotivele de tip Henschel E1200, care au pus bazele pentru construcția locomotivei 1063

Seria 1063 este dotată cu o monocabină centrală și cu 2 corpuri de lungime egală care adăpostesc echipamentele electrice. Cabina și corpurile electrice sunt fixate pe șasiul locomotivei.
În partea din față a locomotivei se regăsesc 2 ventilatoare-invertor, transformatorul auxiliar, cinci invertoare, un corp condensator, rezistențele de frânare, unitățile-contactor, unitatea auxiliară și unitatea de încălzire a aerului.
În partea din spate a locomotivei se regăsesc un corp de răcire al transformatorului cu ulei dotat cu ventilatoare, pompa de ulei, motoarele acționate în CC, blocul redresor cu rezistențele blocului redresor, selectorul sistemului de alimentare și unitățile compresorului (printre care și unitatea de uscare a aerului și cadrele de aer)
Cabina are 4 posturi de conducere, toate pe fiecare parte și direcție de mers a locomotivei (dreapta-față, dreapta-spate, stânga-față și stânga-spate). Cele 2 boghiuri de tip Bo'Bo' susțin șasiul locomotivei iar transferul de tracțiune are loc prin intermediul pivotului jos pe șasiu
Locomotiva are un pantograf asimetric de tipul "Bauart-VI" montat pe acoperișul cabinei, alături de disjunctor și cablurile de înaltă tensiune. Curentul alternativ monofazat trece prin transformatorul răcit cu ulei și acesta este transformat în curent continuu trifazat, Acesta acționează patru motoare asincrone, fiecare având 390 kW. Controlul se face printr-o manșa de tracțiune și frânare rerostatică combinată. Tracțiunea se face prin motoare de tracțiune suspendate pe osii unilaterale cu angrenaj elicoidal cu 19:102 dinți. Toate locomotivele au o frână electrică/rerostatică, frână cu arc și o frână de aer. Exemplarele de la nr 001 la 037 sunt dotate cu echipamente care pot asigura circulația pe rețele feroviare alimentate cu 25 kV CA la 50 Hz, motiv pentru care câteva locomotive au fost trimise în Croația.
Primele exemplare, de la nr 001 la 037 au fost vopsite în portocaliu-sângeriu cu 2 dungi albe de avertizare în formă de "V" în fața locomotivei sau cu un petic alb. Restul exemplarelor, numerotate de la nr 038 la 050 au fost vopsite în roșu-trafic, schemă de vopsire aplicată începând cu 2005 asupra întregii flote de locomotive. 

### Galerie foto

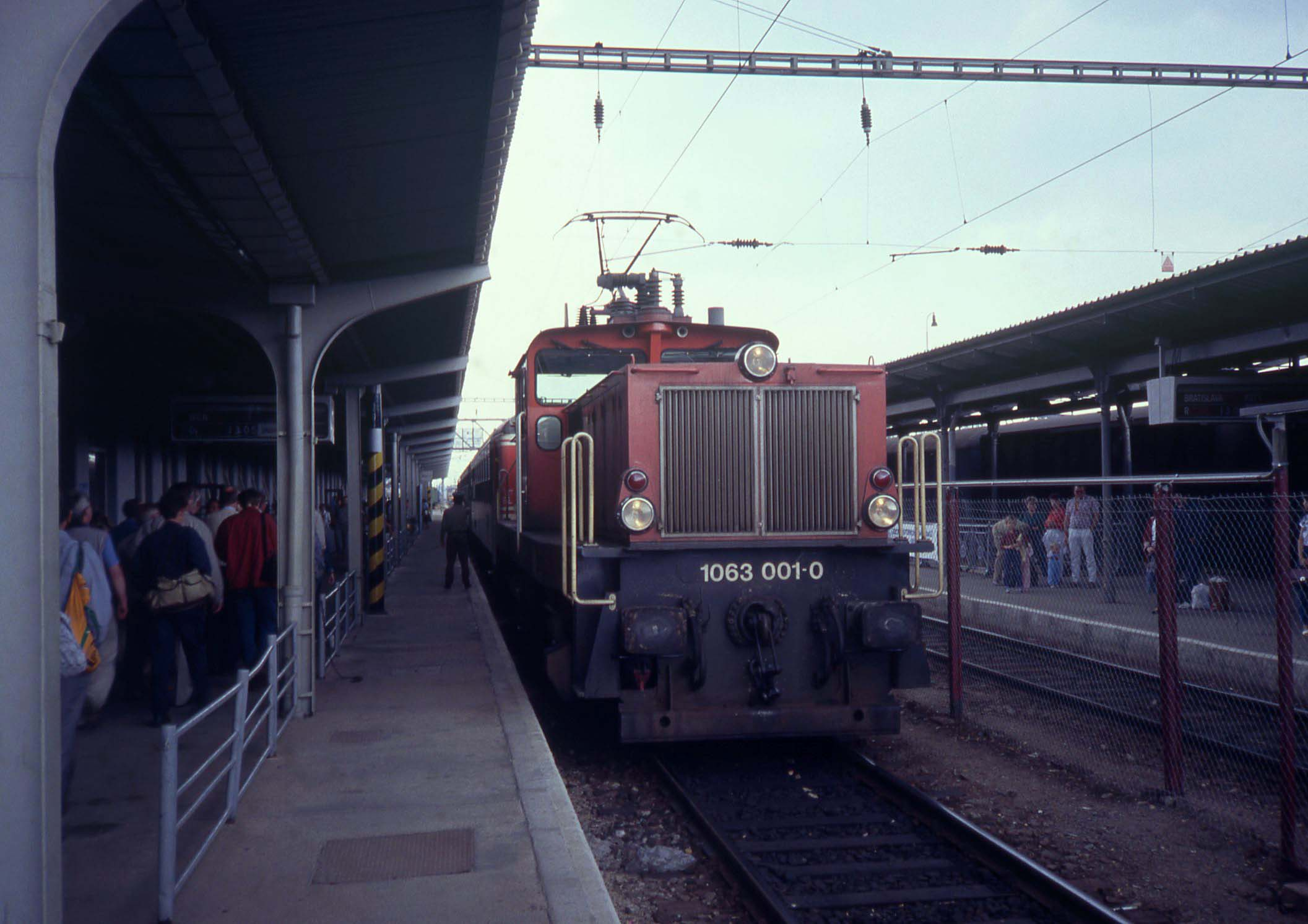
1063 001-0 în gara Břeclav din Cehoslovacia cu un tren spre Viena, 1989
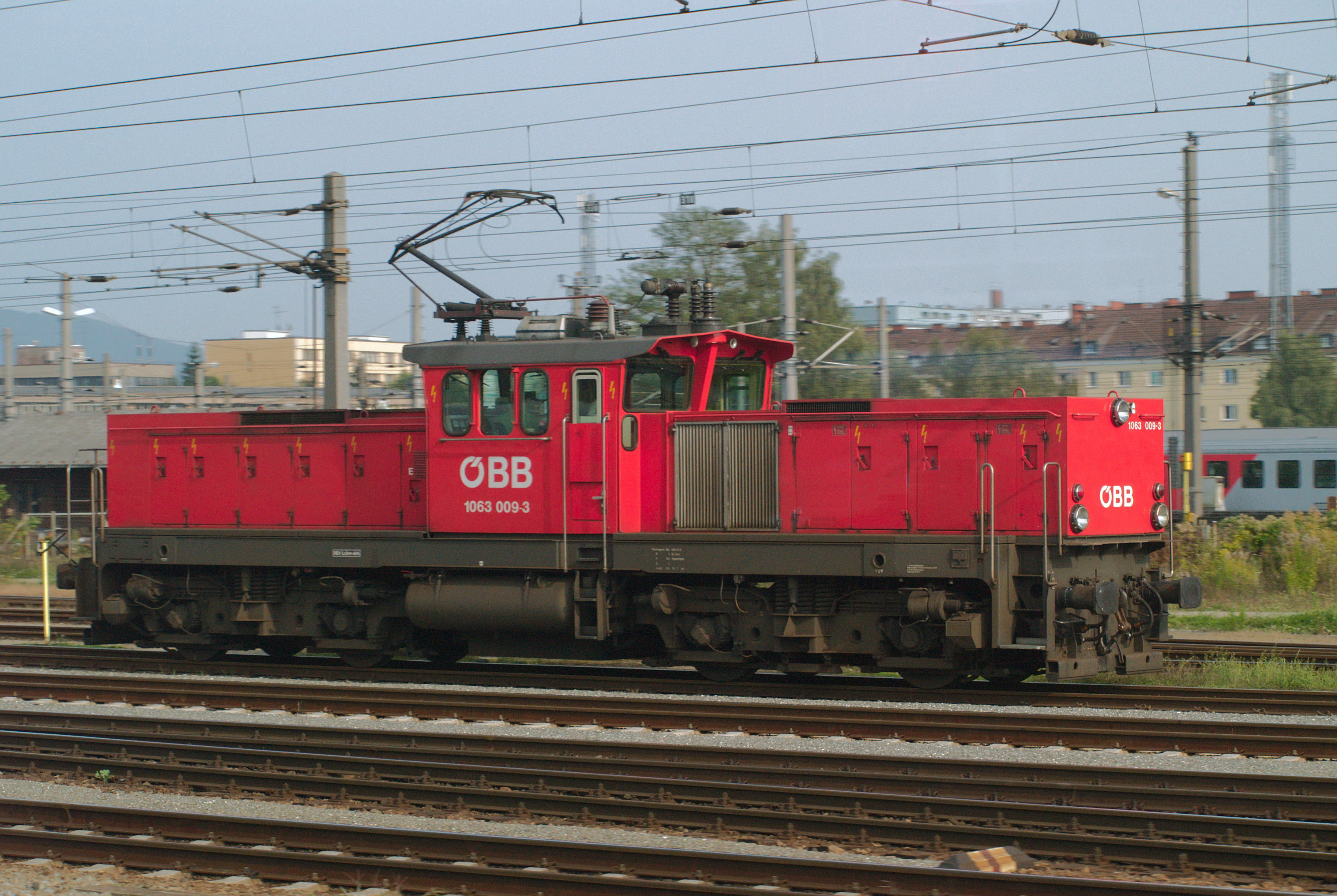
1063 009-3 în gara Linz
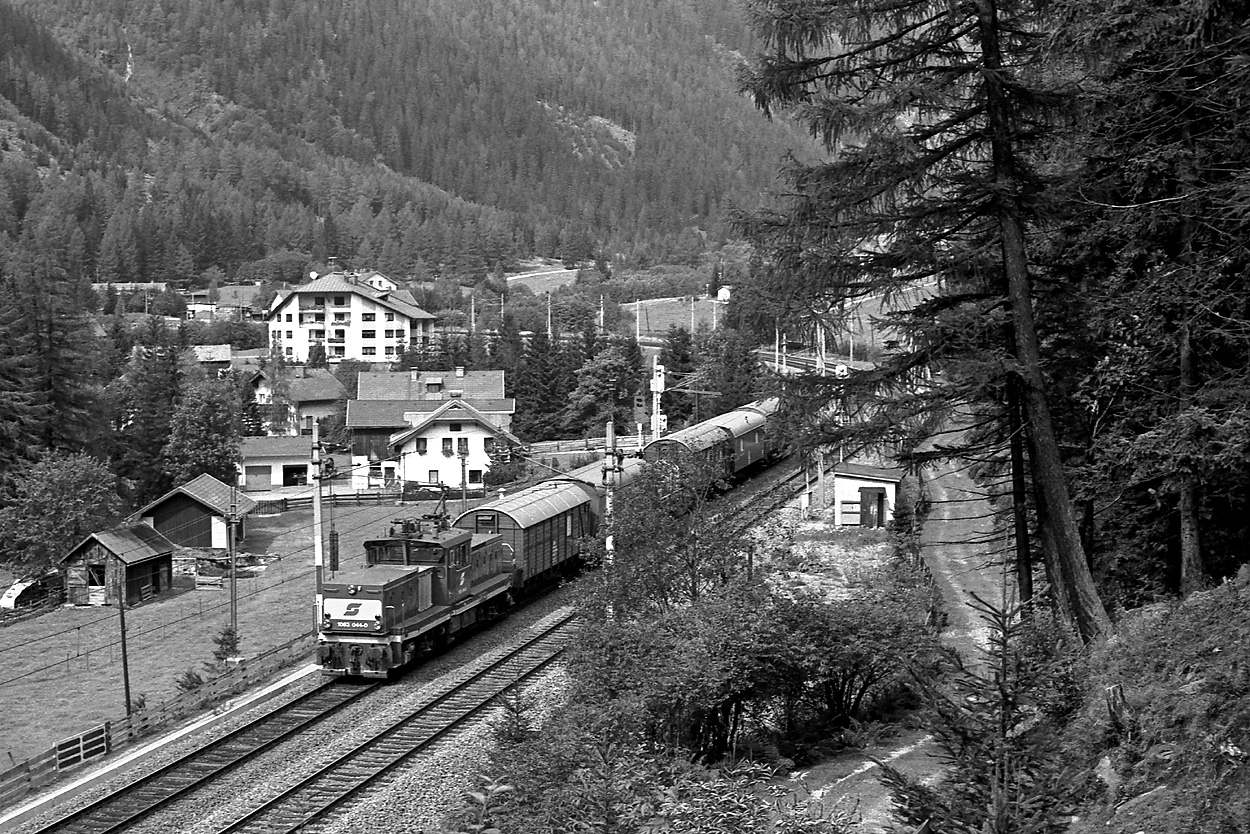
1063 044-0 în apropierea Tauerntunel-ului, 1994
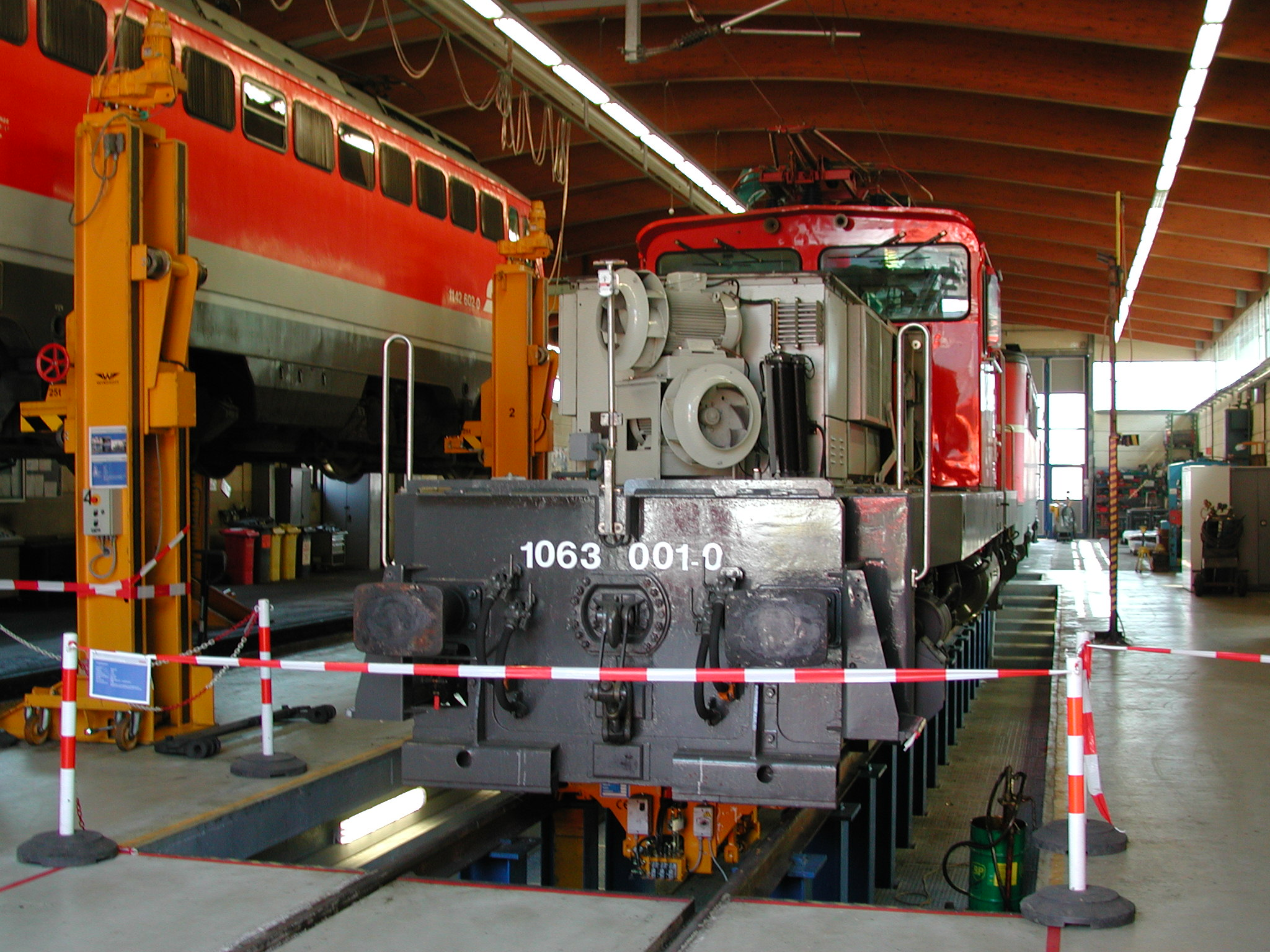
Vedere a echipamentelor electrice ale locomotivei 1063 001-0
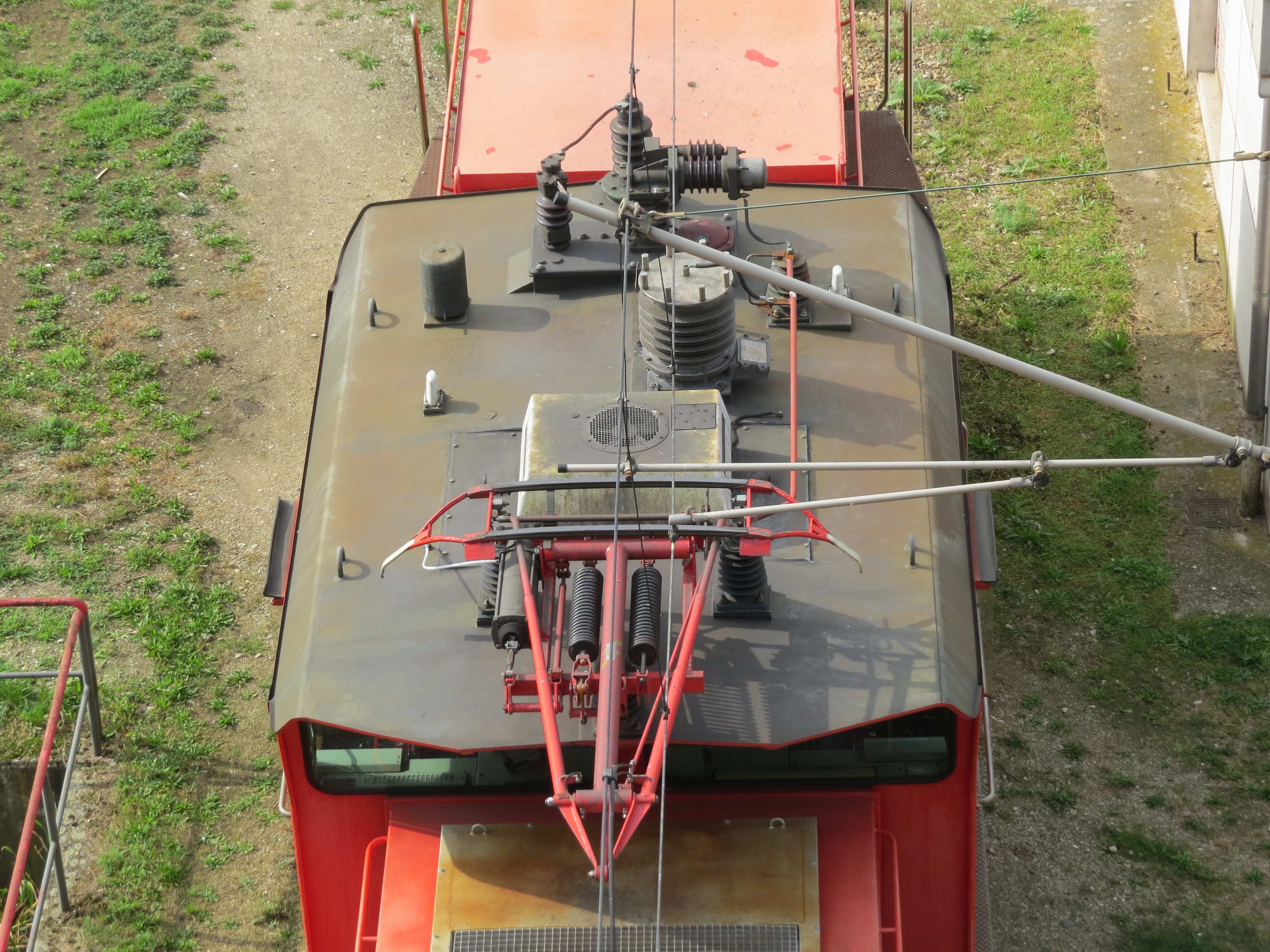
Pantograful și disjunctorul locomotivei 1063 025-1
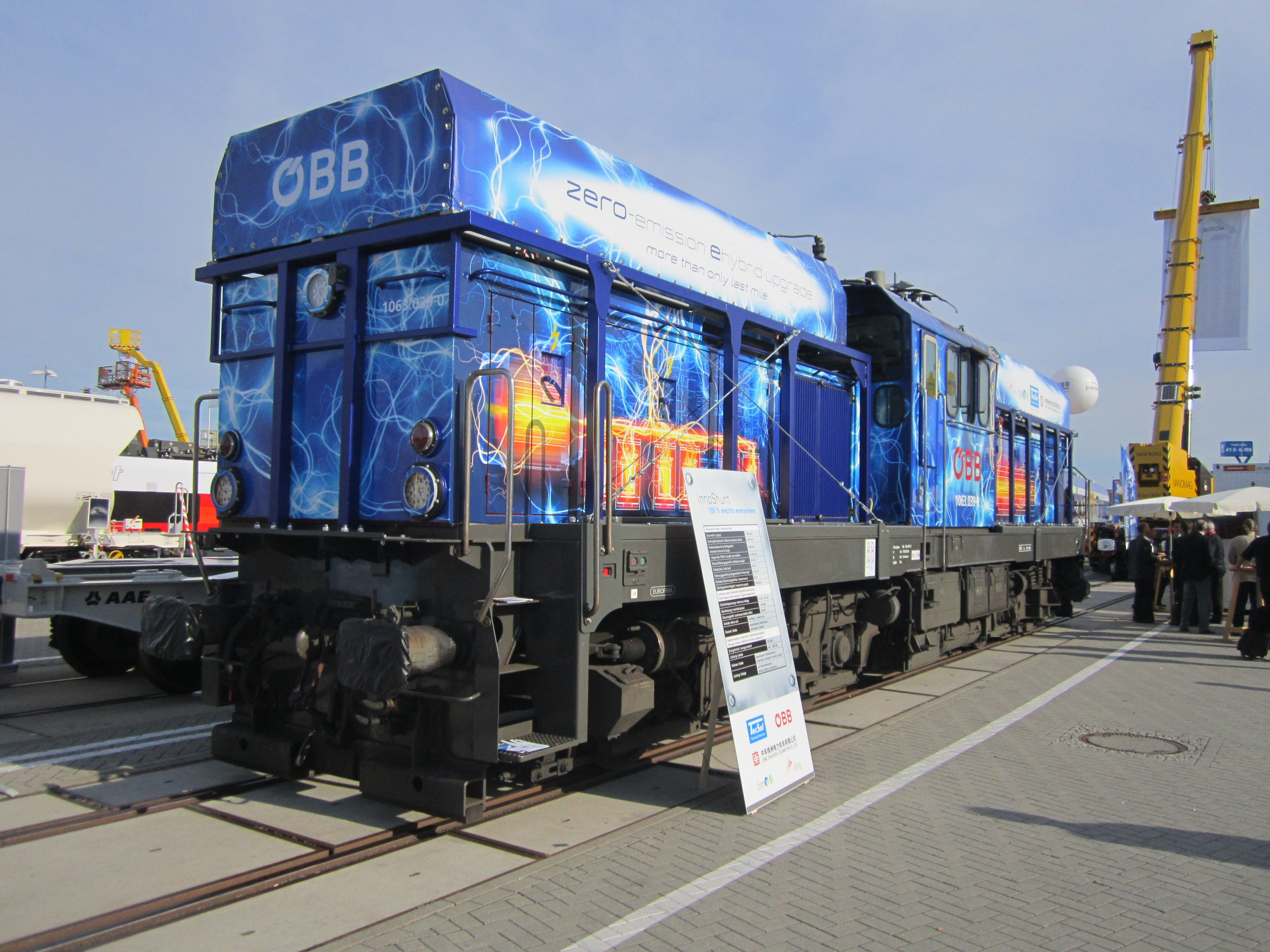
1063 039-0 la InnoTrans, Berlin, 2016
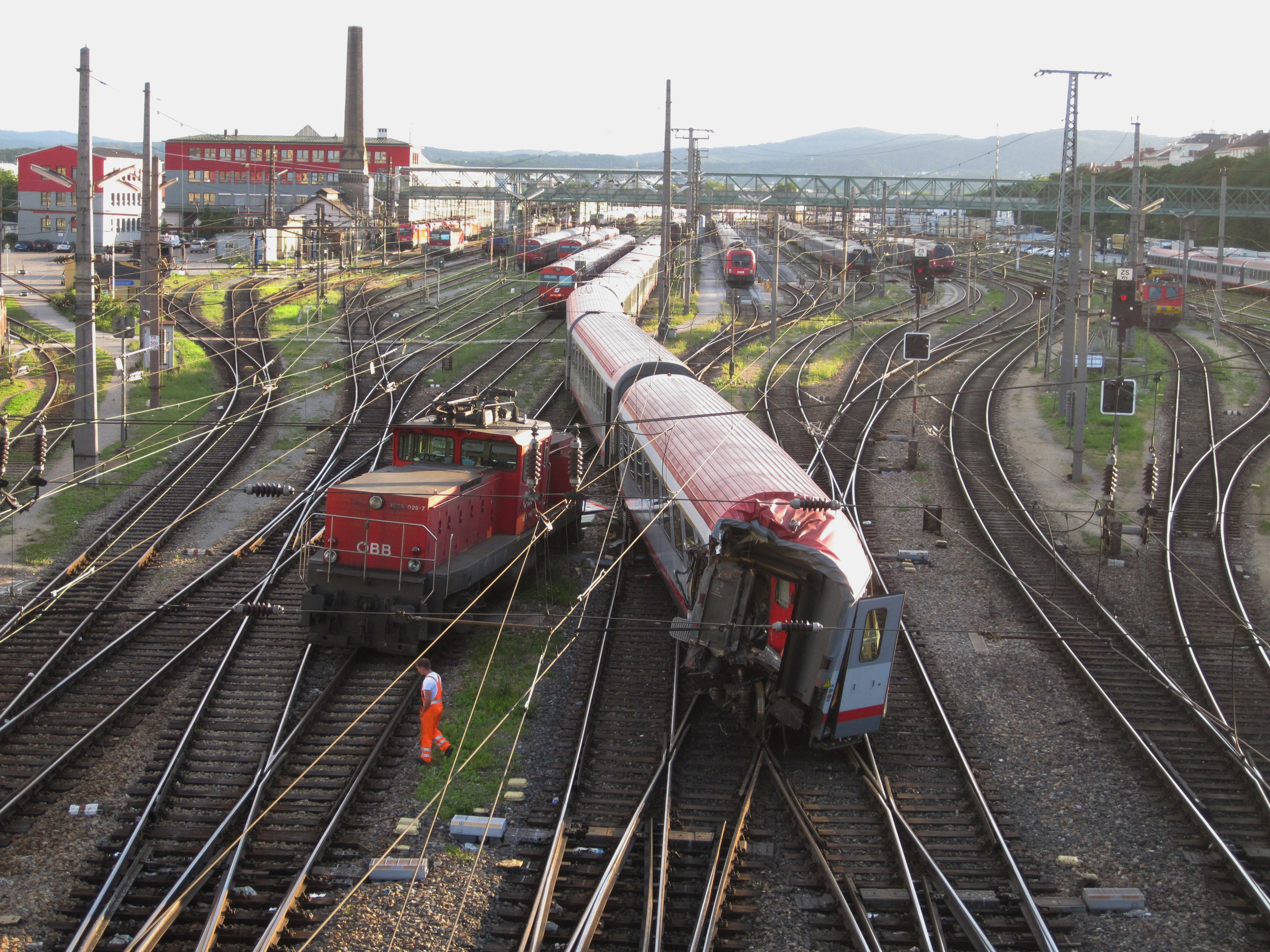
Locomotiva 1063 026-7 a fost implicată într-un accident de manevră în gara Viena Vest pe 20 iunie 2011, aici se văd urmările accidentului.

## Legături externe
- Bilder der ÖBB 1063
- Typenskizzen der Baureihe 1063 Arhivat în 23 ianuarie 2016, la Wayback Machine.